# Hellyeah
Hellyeah est un supergroupe de groove metal américain, originaire de Dallas, au Texas. Formé en 2006, le groupe comprend des membres de Mudvayne, Nothingface, Damageplan et Pantera. Le groupe, signé chez Epic Records, compte actuellement un total de cinq albums studios à son actif ainsi qu'un DVD publié en 2007.

## Biographie

### Formation et débuts
Les débuts de Hellyeah peuvent être retracés en 2000 pendant la tournée Tattoo the Earth avec Mudvayne, Nothingface, Slayer, Slipknot et Sevendust. Le guitariste de Nothingface, Tom Maxwell, se lie d'amitié au chanteur de Mudvayne, Chad Gray, et parlent d'une possibilité de former un supergroupe. L'année suivante, en 2001, Nothingface tourne avec Mudvayne et l'idée de former un supergroupe est de nouveau lancé, mais toujours mis en suspens par manque de temps. À cette période, Gray and Maxwell avait déjà choisi entre cinq noms.
Tribbett rencontre Maxwell « d'un coup de tête » et lui demande de se joindre au groupe. Le batteur de Nothingface, Tommy Sickles, jouait les morceaux de batterie sur la démo du groupe mais ne remplira pas les attentes du groupe qui se mettra à chercher un nouveau batteur. Le groupe connaissait le batteur de Pantera et Damageplan, Vinnie Paul, qu'il tente de persuader de se joindre à eux. Le groupe insiste et Paul accepte finalement de les rejoindre.
En 2006, Mudvayne ne prévoit aucune tournée, tandis que Nothingface prépare un nouvel album. Après l'été, les deux compères peuvent enfin lancer leur projet tant attendu depuis des années.
Gray s'envole pour Baltimore afin de discuter plus en détail du nouveau projet. La chanson Waging War est écrite en deux jours. En été 2006, les membres s'accordent sur leurs horaires pour enfin enregistrer un premier album. L'album est enregistré au studio de Paul, le Chasin' Jason, à Arlington, au Texas. Rempli des photos de son frère Dimebag, Paul revient difficilement dans le studio, où les derniers albums de Damageplan et Pantera, et la collaboration Rebel Meets Rebel ont été enregistrés, mais sent que « le nuage noir est enfin passé » grâce à l'énergie positive dégagée par chacun. Maxwell et Tribbett écrivent l'album, et Paul les accompagne pour « les mener dans la bonne direction », aux côtés de Gray qui donne son avis sur les arrangements musicaux. Paul produit l'album et Gray sent que Paul « facilite le tout ». L'album et terminé en près d'un mois, en trois sessions. Le groupe travaille sur l'album en huit jours et revient chez lui pour faire une pause. Une session de 14 jours suit après la pause, et 10 jours en studio. La formation étant au complet, ils essayent de trouver un nom pour le groupe. Les membres écrivent leurs idées sur un bout de papier, et c'est  finalement « Hellyeah » qui en ressort. Gray attribue le nom à « de grands ados, des bières et des nanas, et AC/DC et Metallica ».

### Hellyeah(2007–2008)

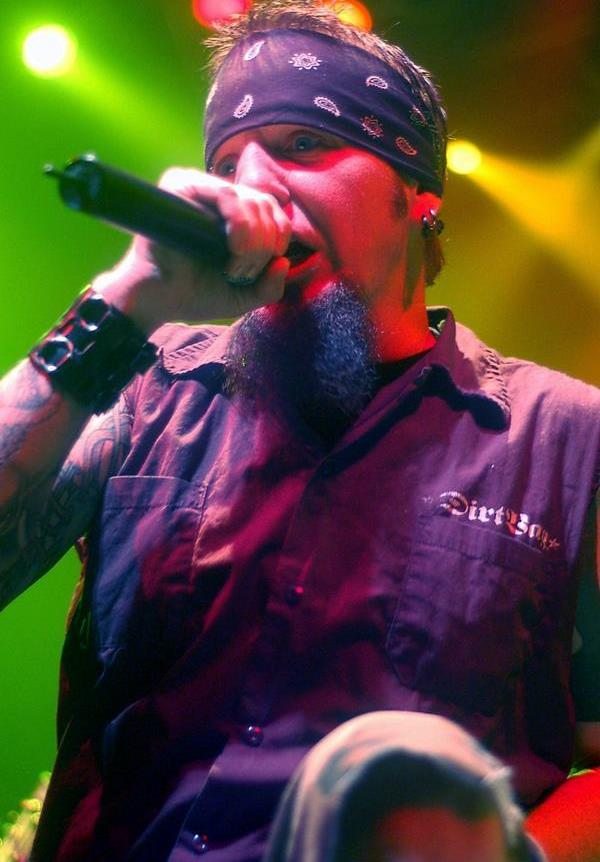
Chad Gray avec Hellyeah au 9:30 Club de Washington, D.C..

Le magazine Revolver est l'un des premiers à parler du groupe en mars 2007. La chanson-titre, Hellyeah, est diffusée à la radio dès février 2007, et le premier single, You Wouldn't Know, est jouée sur les ondes de radio américaines le même mois. You Wouldn't Know atteint la cinquième place des Hot Mainstream Rock Tracks, et la 35e place des Hot Modern Rock Tracks. Le deuxième single, Alcohaulin' Ass, atteint la septième place des Hot Mainstream Rock Tracks. L'album, l'éponyme Hellyeah, est publié le 10 avril 2007 au label Epic Records. L'album débute neuvième du Billboard 200, avec des ventes à 45 000 exemplaires. L'album atteint la 15e place du classement Top Hard Rock, et la troisième place des Top Rock Albums. Le 18 octobre 2007, l'album compte 204 000 d'exemplaires vendus.
Hellyeah est bien accueilli par la presse spécialisée. William Ruhlmann d'AllMusic attribue à l'album trois étoiles sur cinq. Blabbermouth.net lui attribue 7 sur 10, louant la chanson Matter of Time pour son riff à toute épreuve, et One Thing. Le bassiste Montano est renvoyé après avoir agressé le guitariste Tom Maxwell et fait quelques menaces de mort,. Le groupe hésitait à engager le bassiste Bob Zilla. Zilla est invité à l'audition et immédiatement recruté.
Hellyeah fait sa première tournée en mai 2007 sous le titre Fire it Up, fait une apparition au Download Festival, puis en Australie à la fin de 2007. La Family Values Tour avec Korn et Evanescence, voit le groupe tourner en juillet, aux côtés d'Alter Bridge à San Antonio avant de terminer après trente concerts à Washington, D.C. Un DVD intitulé Below the Belt est publié le 13 novembre 2007, et comprend un documentaire, des clips, des sessions et interviews, notamment. Il est produit par les membres du groupe avec Ryan Ziemba.

### Stampede(2009–2010)
Hellyeah effectue une tournée au printemps 2010 avec Seether, Five Finger Death Punch, Drowning Pool et Lacuna Coil. La première date s'effectue le 11 mai 2010 à Madison, dans le Wisconsin. Ils sont aussi confirmé au Download Festival 2010. Pour l'album Stampede, les membres partent au studio de Vinnie Paul pour se détendre avant les enregistrements.
Cowboy Way, une chanson issue de l'album, est publiée en téléchargement gratuit sur le site web du groupe le 21 avril 2010. Le clip de Cowboy Way est diffusé le 20 mai 2010. Le premier single, Hell of a Time, est publié le 1er juin 2010. Le clip de Hell of a Time est publié le 16 juillet 2010. La chanson The Debt that All Men Pay est publiée sur ultimateguitar.com le 22 juin 2010. Stampede est publié le 13 juillet 2010 via Epic Records et compte 28 000 exemplaires vendus la première semaine ,et se classe 8e du Billboard 200. Le groupe est ensuite confirmé pour le Rock Star Energy Drink Uproar Festival avec Disturbed, Avenged Sevenfold, Stone Sour et Halestorm.

### Band of Brothers(2011–2012)
Hellyeah termine l'enregistrement de son nouvel album, Band of Brothers, et se retrouve extrêmement satisfait de la production effectuée par Jeremy Parker, qui a aussi réalisé des albums pour Godsmack et Evanescence, et enregistré dans le studio VP's Upstairs de Vinnie Paul à Arlington, Texas.  La direction de l'album est plus orienté heavy metal que ses prédécesseurs, s'inspirant de différents groupes comme Pantera, Mudvayne, Damageplan et Nothingface. Band of Brothers est publié à l'international le 17 juillet 2012 via Eleven Seven Music, le nouveau label du groupe après leur départ d'Epic Records. Le single numérique, War in Me, est publié le 3 avril 2012 sur iTunes
. Le single Band of Brothers est publié en mai sur iTunes. Le 8 mai 2012, sort le second single, Band of Brothers. Ils jouent aussi au Download Festival le dimanche 17 juin 2013 et au Graspop Metal Meeting le dimanche 30 juin 2013. En juillet 2013, ils participent au Gigantour 2013.

### Changements etBlood for Blood(2013–2015)
À la fin de 2013, le groupe annonce un nouvel album sur sa page Facebook. Le 13 février 2014, le groupe annonce le titre, Blood for Blood, publié le 10 juin. Ils annoncent aussi le départ du guitariste Greg Tribbett et du bassiste Bob Kakaha. Ils sont remplacés par Christian Brady (Magna-Fi/Überschall) à la guitare et le bassiste Kyle Sanders (Skrew/Bloodsimple/MonstrO ; frère de Troy Sanders de Mastodon). Hellyeah et Adrenaline Mob annoncent des dates de tournée ensemble.
Le 13 avril 2015, Hellyeah publie le clip de son troisième single, Hush. La chanson est utilisée dans une campagne No More contre la violence conjugale. La chanson est incluse dans l'album Blood for Blood. Slayer est choisi en tête d'affiche du Rockstar Energy Mayhem Festival. Les groupes Hellyeah, King Diamond, The Devil Wears Prada, Thy Art Is Murder, Whitechapel, Jungle Rot, Sister Sin, Sworn In, Shattered Sun, Feed Her to the Sharks, Code Orange et Kissing Candice participeront aussi au Rockstar Tour. Le festival est programmé dans 26 villes.

### Unden!able(depuis 2016)
Le 23 février 2016, le groupe publie une nouvelle chanson intitulée Human, issue de leur cinquième album. Le 8 avril 2016, le groupe annonce son cinquième album sous le titre de Unden!able, qui sera publié le 3 juin 2016. Tom Maxwell explique que l'album comprend « un tas de trucs qu'on a jamais essayé avant. »

## Membres

### Membres actuels
- Chad Gray – chant (depuis 2006)
- Tom Maxwell – guitare (depuis 2006)
- Kyle Sanders – basse (depuis 2014)
- Christian Brady – guitare (depuis 2014)
- Roy Mayorga – batterie (depuis 2019)

### Anciens membres
- Greg Tribbett – guitare (2006–2014)
- Jerry Montano – basse (2006–2007)
- Bob Zilla – basse, chœurs (2007–2014)
- Vinnie Paul (†) – batterie (2006–2018)

## Discographie

### Albums studio
- 2007 : Hellyeah
- 2010 : Stampede
- 2012 : Band of Brothers
- 2014 : Blood for Blood
- 2016 : Unden!able
- 2019 : Welcome Home

### DVD
- 2007 : Below the Belt